# Nattarbete (film)
Nattarbete är en amerikansk film från 1990. Den baseras på Stephen Kings novell Nattarbete från 1978. 
John Hall (David Andrews) är en person som driver från plats till plats och inte verkar kunna slå sig ner långvarigt någonstans. Han söker jobb på textilfabriken Bachman Mills någonstans i delstaten Maine och får där jobb som nattarbetare. Den hårdföre och grymme förmannen Warwick (Stephen Macht) rekryterar Hall och tre medarbetare (Wisconsky, Danson och Brogan) att städa upp de nedre delarna av fabriken då det uppdagas att en råttinvasion kan få råttfångaren Tucker Cleveland (Brad Dourif) att stänga fabriken. Väl nere på de nedre planen upptäcks en lönndörr och ett stort monster börjar terrorisera de fyra ofrivilliga arbetarna.

## Om filmen
- Filmen spelades in i småstaden Harmony i Maine.
- En verklig textilfabrik, Bartlett Mills döptes om till Bachman Mills.

## Rollista (i urval)
| David Andrews | – John Hall        |
| Kelly Wolf    | – Jane Wisconsky   |
| Stephen Macht | – förman Warwick   |
| Andrew Divoff | – Danson           |
| Vic Polizos   | – Brogan           |
| Brad Dourif   | – Tucker Cleveland |